# Dormitio Virginis (Giambono)
Dormitio Virginis è un dipinto di Michele Giambono, realizzato con una tecnica mista su tela, conservato nel Museo di Castelvecchio a Verona.